# Americana (Schiff)
Die Americana war ein 1988 in Dienst gestelltes Kombischiff der norwegischen Ivarans Rederi, das von New York aus mit bis zu 108 Passagieren Häfen in Südamerika anlief. Sie war das einzige Containerschiff mit einer größeren Kapazität für Passagiere und einer Ausstattung auf Kreuzfahrtschiff-Niveau. 1999 wurde der unrentabel gewordene Passagierdienst eingestellt. Nach fünf weiteren Dienstjahren als reines Containerschiff ging die Americana 2004 an eine Reederei in Südkorea, für die sie noch bis zu ihrem Abbruch in China 2010 als Golden Trade im Einsatz stand.

## Geschichte
Die Americana entstand unter der Baunummer 464 in der Werft von Hyundai Heavy Industries in Ulsan und lief im Juli 1987 vom Stapel. Nach ihrer Ablieferung an die Ivarans Rederi (in den Vereinigten Staaten als Ivaran Lines vermarktet) im Februar 1988 nahm sie am 5. März 1988 den Dienst von New York nach La Plata auf. Pläne für zwei mögliche Schwesterschiffe blieben unverwirklicht.
Die Americana lief auf ihren etwa 46 bis 48 Tage langen Fahrten nach Südamerika zumeist Brasilien, Argentinien und Uruguay an. Für den Frachtbetrieb stellte sich die Beförderung von Passagieren als vorteilhaft heraus, da Schiffe mit mehr als 50 Passagieren beim Anlegen in den Häfen bevorzugt wurden, was bis zu drei Tage Zeitersparnis darstellte. Zur normalen Besatzung an Bord gehörten 25 Besatzungsmitglieder, die sich ausschließlich um das Wohl der bis zu 108 Passagiere an Bord kümmern sollten.
Mit Baukosten von 25 Millionen US-Dollar war die Americana etwa doppelt so teuer wie ein normales Containerschiff. Ihre 108 Passagiere reisten in insgesamt 88 Kabinen, die in ihrer Größe und ihrem Komfort denen moderner Premium-Kreuzfahrtschiffe der Zeit entsprachen. Zur Ausstattung an Bord zählten ein Pool, ein Fitnessstudio, ein Wellnessbereich, eine Bibliothek, ein kleines Casino und eine Cocktailbar, die abends als Nachtclub genutzt wurde. Der Speisesaal des Schiffes, der Buena Vista Dining Room, konnte alle Passagiere gleichzeitig aufnehmen. In jedem Hafen wurden lokale Musiker und Entertainer an Bord geholt, welche abends die Passagiere unterhalten sollten.
Eine Passage an Bord der Americana kostete 1988 zwischen 7.200 und 16.800 US-Dollar. In seinen ersten Dienstjahren war das Schiff äußerst erfolgreich, ab Anfang der 1990er Jahre sanken die Passagierzahlen jedoch kontinuierlich. Die Americana war so konstruiert worden, dass die zusätzlichen Aufbauten mit den Passagierbereichen leicht entfernt werden konnten, falls sich das Konzept als unrentabel erweisen und man das Schiff nur noch als reinen Containerfrachter einsetzen würde. Dennoch erfolgte dieser Umbau nie. Stattdessen blieb die Americana noch bis 1999 als Kombischiff im Einsatz und fuhr hierbei zuletzt hohe Verluste ein. Im April 1999 fusionierte die Ivarans Rederi mit der Lykes Lines, wenige Monate später beendete das Schiff im Juni 1999 seine letzte Überfahrt mit Passagieren.
Nach fünf weiteren Dienstjahren als reines Containerschiff unter der Flagge der Bahamas ging die Americana 2004 an die südkoreanische Reederei Sinokor und erhielt den Namen Golden Trade. Das zuletzt im schlechten Zustand befindliche Schiff wurde im Februar 2010 zum Abbruch ins chinesische Jiangyin verkauft und dort nach insgesamt 22 Dienstjahren abgewrackt.